# Elfriede Husemann
Elfriede Husemann (* 27. Dezember 1908 in Gütersloh; † 9. November 1975 in Freiburg im Breisgau) war eine deutsche Chemikerin und Universitätsprofessorin.
Elfriede Husemann studierte Chemie an der Universität Freiburg und promovierte 1933 bei Eduard Zintl. Anschließend habilitierte sie sich bei Hermann Staudinger in Freiburg im Jahr 1939. Ihrer weiteren Forschungskarriere legte die nationalsozialistische Regierung Steine in den Weg, da sie eine Frau war und auch nicht der NSDAP angehörte. Sie arbeitete dann im Laboratorium für angewandte Elektronenmikroskopie bei der Siemens & Halske AG, wo sie gemeinsam mit Helmut Ruska Pionierarbeit auf dem Gebiet der Elektronenmikroskopie leistete.
Nach dem Krieg war sie wieder im Institut Hermann Staudingers tätig, ab 1947 als außerplanmäßige Professorin. Im Jahr 1956 wurde sie nach seiner Emeritierung Leiterin des Instituts und außerordentliche Professorin und 1962 erhielt sie den Lehrstuhl für makromolekulare Chemie an der Universität Freiburg. 1956 wurde sie mit der Saare-Medaille ausgezeichnet. Zu ihren Schülerinnen und Schülern zählen Walther Burchard, Beate Pfannemüller und Helmut Ringsdorf.

## Werke (Auswahl)
- Elfriede Husemann: Bindungsart und Gitterbau binärer Magnesiumverbindungen. Akademische Verlagsgesellschaft, Leipzig 1933, zugleich: naturwissenschaftlich-mathematische Dissertation, Freiburg i. B., aus: Zeitschrift für physikalische Chemie. Abteilung B, Band 21, Heft 1/2, S. 138–155
- Elfriede Husemann: Über die Konstitution von Holzpolyosen. J. A. Barth, Leipzig 1940, zugleich: naturwissenschaftlich-mathematische Habilitationsschrift, Freiburg i. B. 1939, aus: Journal für praktische Chemie. Band 155, Heft 1–5, S. 13–64
- E. Husemann (Hrsg.): Staudinger-Festband. Alber, Freiburg und München 1951, Wepf, Basel 1951
- E. Husemann, Werner Kern, G. V. Schulz (Hrsg.): Staudinger-Festband. Hüthig, Heidelberg 1956, Wepf, Basel 1956